# George de Carteret
Pour les articles homonymes, voir Carteret.
George de Carteret (probablement à Jersey, 1609 - Hawnes Park, 1679) Bailli de Jersey, officier de la Royal Navy et homme politique anglais. Appelé Georges Carteret en anglais, il fut l'un des fondateurs de la Caroline du Nord, son ami le roi d'Angleterre Charles II en faisant l'un des huit Lord propriétaires de Caroline, et du New Jersey. Il participe à la reprise de la région de New-York au profit des catholiques anglais sur les Néerlandais. Charles II lui a donné aussi des plantations de sucre à la Barbade et un poste important à la Royal African Company, qui a le monopole de l'importation des esclaves après 1672.

## L'Officier
Fils d'Elias de Carteret, procureur général de Jersey et d'Elizabeth Dumaresq.
Peu doué pour les études classiques, il acquiert une connaissance de la marine en partant dès l'âge de 14 ans sur les navires de pêche au large. Ces capacités en mathématiques lui permettent de poursuivre ses études à la Royal Navy, où il devient officier en 1632. Nommé capitaine, il part pour la Méditerranée, où il a comme mission de débarrasser la mer des nombreux pirates et de délivrer des otages retenus à Tanger. L'expédition est un grand succès, 3 000 otages sont délivrés. Le roi Charles Ier d'Angleterre le nomme vice-amiral et le fait chevalier.
De retour à Jersey, il épouse sa cousine Elizabeth de Carteret (1607 Manoir de Saint-Ouen, Jersey - 19/03/1697 Hawnes Park), fille de Sir Philip de Carteret (1584-23/08/1643 Mont Orgueil, Jersey), chevalier, seigneur de Saint-Ouen et Rozel (Jersey) et de l'île de Sercq, bailli de Jersey (1617-1643).
Il est nommé membre de l'Amirauté (Royaume-Uni) et Contrôleur de la Marine dès 1638. En 1640, il achète le manoir de Hawnes dans le Bedfordshire afin de se présenter aux élections à la Chambre des Communes. Il devient député et soutient le roi face à l'opposition de plus en plus forte.

## Le Résistant à la première révolution anglaise
Voyant qu'une révolution est de plus en plus probable, il se fait nommer Gouverneur de Jersey en 1643 et prépare ainsi l'île contre une crise éventuelle. Il organise une milice et fait construire des tours de guet tout autour de l'île sur l'exemple des Tours Martelots qui protègent la Corse. L'île devient alors une base arrière de la résistance royale. George approvisionne depuis Jersey les troupes royales. Pour ses actes, il est fait baronnet de Melechès et amiral en 1645 par Charles Ier d'Angleterre. En septembre 1646, il accueille à Jersey le Prince de Galles (futur Charles II d'Angleterre) et le duc d'York (futur Jacques II d'Angleterre), ainsi que la cour. Dès 1648, les parlementaires envoient une flotte sur Jersey.
Après l'annonce de l'exécution de Charles 1er, Charles II est proclamé roi d'Angleterre à Saint-Hélier, capitale de Jersey, le 17 février 1649 par Laurens Hamptonne. La cour royale part ensuite en exil en France.
George organise la résistance face à la flotte du parlement, utilisant le port de Saint-Malo pour équiper plusieurs bateaux de guerre et pratiquer la flibusterie. L'île tiendra le siège jusqu'au 15 décembre 1651, date à laquelle le château principal de l'île, Château Elizabeth doit rendre les armes. Les hommes pourront sortir avec les honneurs, George poursuit la résistance quelques semaines mais doit rapidement s'exiler en France.

## L'exil

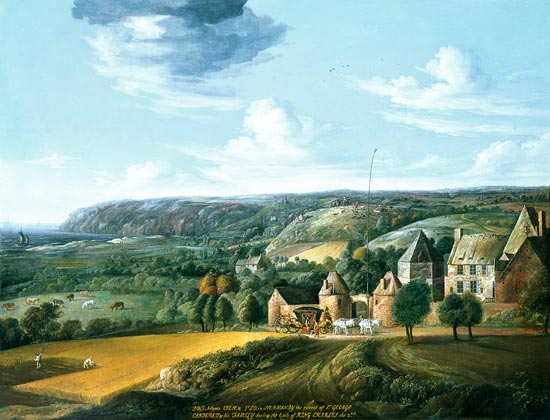
Le Potrel, Dragey, Manche, France par Jan Griffier.

Exilé en France, il rejoint la Cour de Charles II à Paris. Il est alors nommé par Louis XIV, intendant à la construction navale et amiral de la Flotte sous les ordres du Duc de Vendôme. En 1652, alors que la France est engagée dans la guerre d'Espagne, il participe à la bataille des Dunes et libère Bordeaux du blocus espagnol. 
L'exil se prolongeant, il achète en 1654 les manoirs de Potrel et de la Provostière dans le Cotentin et poursuit ainsi ses attaques contre la flotte anglaise. Mazarin, alors en bonne entente avec Olivier Cromwell, n'apprécie guère ses actions et le fait embastiller, puis exiler à Venise. Il rejoint alors Charles II en Hollande.

## La restauration
En 1660, Carteret fait partie de l'escorte de Charles II de retour à Londres. Il est alors nommé Vice-Chambellan, Baronet Carteret de Hawnes et Lord Trésorier de l'Amirauté (1660-1667) aux côtés de Samuel Pepys, clerc des Actes au conseil de la Marine, avec lequel il se lie d'amitié. De plus, il reçoit de nombreux territoires dans les colonies britanniques, dont 1/8 des Carolines (actuel État de Caroline du Nord et du Sud), 1/6 de la Barbade (Petites Antilles) et l'État actuel du New Jersey en copropriété avec William Berkeley.
Il cumule les titres de Membre de la Commission de Tanger, Membre de la Royal Society (institution créée par William Petty et Thomas Hobbes) et Grand Maître de Trinity House.

## Le New Jersey
Accusé en 1667 d'erreurs administratives et de détournement, il est à demi-exilé dans le New Jersey de 1669 à 1673. Il en profite alors pour mieux organiser ce nouvel État, avec l'aide de son cousin Philippe de Carteret (1639 Manoir de la Hougue, Jersey-1683 Elizabeth Town, New Jersey), nommé Gouverneur. Ils fondent les villes d'Elizabeth Town, Carteret et Jersey City.

## La Caroline et laRoyal African Company
Il s'occupe également de l'établissement de nouvelles colonies dans les Carolines avec son cousin Peter de Carteret, assistant Gouverneur de la Caroline (dit Albermale) (1664-1670), puis Gouverneur (1670-1677). Il demande à John Locke de créer une constitution pour ce nouvel État. George de Carteret envoie son fils James (1643 Jersey-1682 Jersey) à la Barbade pour superviser ses plantations de sucre. En Caroline, Georges siège au Conseil des Planteurs et du commerce.
Georges de Carteret fait partie, avec plus d'un millier d'actions, des actionnaires importants de la Royal African Company, relancée en 1672 pour approvisionner les nouvelles colonies en esclaves, aux côtés du duc d'York et futur roi d'Anglerre Jacques Stuart, de son cousin le prince Rupert, de Sir Peter Coleton, ex-gouverneur de New-York , de Thomas Povey (en) et John Locke.
En 1673, le Parlement annule l'accusation et rétablit Carteret comme Trésorier de l'Amirauté (1673-1676). George rentre en Angleterre.

## La succession
De retour d'Amérique, George est nommé Trésorier des Forces Militaires et Vice-trésorier d'Irlande. Il décède en 1679, au manoir de Hawnes Park, laissant de nombreux chantiers à sa veuve Elizabeth. 
Elizabeth vend les territoires du New Jersey aux colons. Elle doit assurer la tutelle de son petit-fils, George (1667 Hawnes Park-1695 Hawnes Park), son fils Philip étant décédé en 1672 avec son beau-père, Edouard Montague, 1er Lord Sandwich, lors de la guerre contre la Hollande.
Il meurt peu avant de recevoir le titre de baron Carteret de Hawnes. C'est donc à son petit-fils George qu'il est donné. Il est le père de John Carteret, 2e comte Granville.